# Chrysanthellum indicum
Il crisantello (Chrysanthellum indicum DC, 1836) è una pianta officinale della famiglia Asteraceae.

## Distribuzione e habitat
La specie è diffusa in America centrale e meridionale, Africa australe, Madagascar e nel subcontinente indiano.

## Tassonomia
Sono state descritte 3 sottospecie:
- C. indicum subsp. indicum
- C. indicum subsp. afroamericanum B.L.Turner
- C. indicum subsp. mexicanum (Greenm.) B.L.Turner

## Usi
Per il loro contenuto in acido fenilpropenoico, flavonoidi e saponosidi gli estratti di C. indicum hanno documentate proprietà vasoprotettive e risultano efficaci nel trattamento di alcune patologie dermatologiche quali l'acne rosacea.